# Geertruida Adriana Tromp
Geertruida Adriana Tromp (* 12. März 1863 in Ambon (Indonesien); † 28. November 1951 in Den Haag) war eine niederländische Lobbyistin für die ostindischen Kolonien. Sie war Vorsitzende der Vereeniging Oost en West und leitete den Boeatan-Laden in Den Haag.

## Biographie

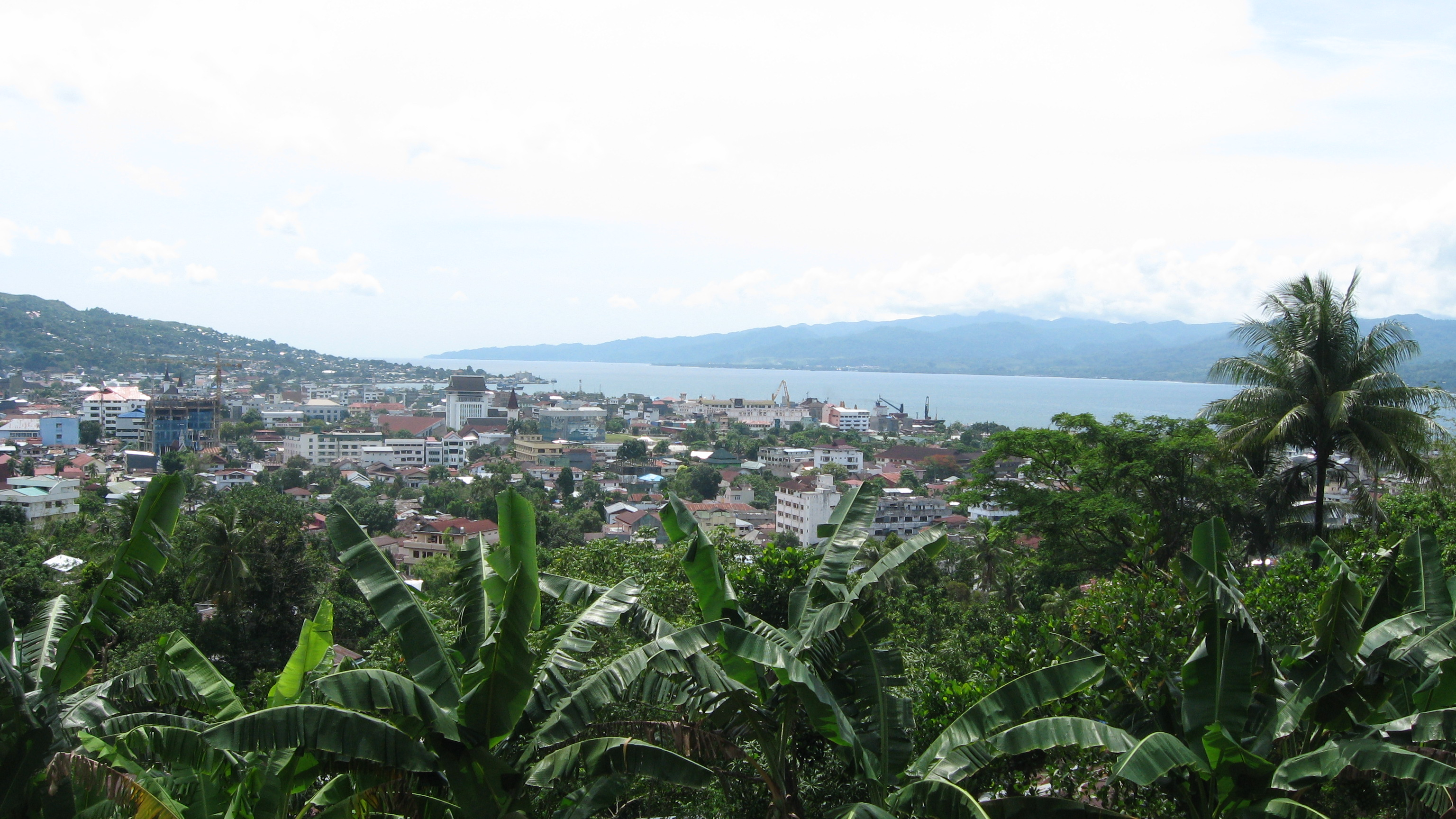
Bucht von Ambon

Geertruida Adriana Tromp wurde 1863 in Ambon in Niederländisch-Ostindien, heute Hauptstadt der indonesischen Provinz Maluku, als Tochter von Cornelis Gerbrand Tromp und Geertruida Maria Aletta Rijkstruikf geboren. Tromp war zweimal verheiratet, beide Ehen blieben kinderlos. Am 1. Oktober 1896 heiratete sie Gustaaf Eugenius Victor Lambert van Zuylen (Den Bosch, 1837–1905). Nach seinem Tod heiratete sie 1914 Olphert Jean Benjamin van Beresteijn (1872–1919) in Den Haag, Chefredakteur und Direktor der Gazette de Hollande.

Jahresversammlung der Koninklijke Vereeniging Oost en West

Tromp spielte eine wichtige Rolle bei der Präsentation von Niederländisch-Ostindien auf der Nationale Tentoonstelling van Vrouwenarbeid [dt.: Nationalen Ausstellung für Frauenarbeit] 1898. Im Gefolge der Ausstellung wurde die Vereeniging Oost en West [dt.: Ost-West-Verein] gegründet, mit dem Ziel, die Bindung zwischen den Niederlanden und den Kolonien zu stärken. Tromp war Mitbegründerin und wurde 1899 deren erste Vorsitzende, was für einen Verein mit überwiegend männlichen Mitgliedern außergewöhnlich war.

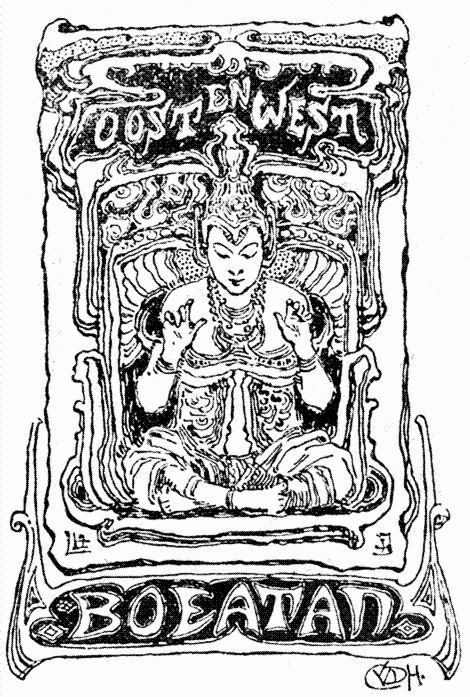
Werbetafel für Boeatan (1903)

Im August 1903 eröffnete der Verein das Unternehmen Boeatan in Den Haag, zunächst an einem Standort am Plaats (Den Haag) und ab 1933 in einem Gebäude an der Ecke Kneuterdijk und Heulstraat, wo sich später das indische Restaurant Garoeda befand. Die Gründung wurde von Tromp geleitet, unterstützt von weiblichen Freiwilligen. Der Laden sollte dazu beitragen, in der breiten Öffentlichkeit Interesse für die ostindischen Kolonien zu wecken und Wissen über sie zu etablieren. Im Laden verkaufte der Verein indisches Kunsthandwerk und Volkskunst wie zum Beispiel Batiktextilien. Außerdem wurde im Gebäude an der Kneuterdijk/Heulstraat eine Teestube eröffnet, in der man indisches Essen genießen konnte. Tromp war auch hier eine von wenigen Frauen, die an verantwortlicher Stelle in einem Handelshaus für Kunsthandwerksprodukte arbeiteten.
1924 besuchte sie im Alter von 61 Jahren erstmals seit ihrer Rückkehr in die Niederlande zum ersten Mal wieder ihre Herkunftsregion Niederländisch-Ostindien. Geertruida Adriana Tromp starb am 28. November 1951 im Alter von 88 Jahren in Den Haag.